# مارتن غريفيثس
مارتن غريفيثس (بالإنجليزية: Martin Griffiths)‏ وسيط دولي بريطاني، يعمل مديرا تنفيذيا للمعهد الأوروبي للسلام وهو أول مدير تنفيذي للمعهد، عين مبعوثا أمميا لليمن في العام 2018 خلفا لإسماعيل ولد الشيخ أحمد. اعتبر باحثون تولي غريفيتش مهمة مبعوث الأمم المتحدة إلى اليمن بالغة الصعوبة نظرا لتعقيد وتداخل الأزمة اليمنية.

## سيرته الذاتية
- عمل غريفيثس في الخدمة الدبلوماسية البريطانية ولمنظمات إنسانية دولية مختلفة بما في ذلك اليونيسف.
- في عام 1994، كان غريفيثس مديرا لإدارة الشؤون الإنسانية في جنيف وعمل نائبا لمنسق الإغاثة في حالات الطوارئ التابع للأمم المتحدة في نيويورك.
- شغل منصب منسق الشؤون الإنسانية الإقليمي للأمم المتحدة في منطقة البحيرات الكبرى في أفريقيا والمنسق الإقليمي للأمم المتحدة في البلقان برتبة أمين عام مساعد للأمم المتحدة.
- من 1999 إلى 2010 كان غريفيثس المدير المؤسس لمركز الحوار الإنساني في جنيف بسويسرا (HD Centre) حيث تخصص في تطوير الحوار السياسي بين الحكومات والمتمردين بمجموعة من البلدان في آسيا وأفريقيا وأوروبا.
- بين عامي 2012 و 2014 خدم غريفيثس في مكاتب المبعوثين الثلاثة للأمم المتحدة إلى سوريا كمستشار لكوفي عنان في شؤون الوساطة الدولية وعمل كنائب رئيس لبعثة مراقبي الأمم المتحدة في سوريا.
- غريفيثس يعمل ككبير مستشارين لجمعية (Inter Mediate) وهي مؤسسة خيرية مقرها لندن تعمل على حل النزاعات والتفاوض والوساطة كان غريفيثس من مؤسسيها إلى جانب إدارته لمعهد السلام الأوروبي.